# Sally (verhaal)
Sally is een kort sciencefictionverhaal geschreven door Isaac Asimov in 1953.
Het verhaal toont een toekomst waarin auto's enkel op de openbare weg mogen indien ze voorzien zijn van een positronisch brein zodat ze geen menselijke bestuurder meer nodig hebben. Ze kunnen niet verbaal communiceren maar gebruiken hun claxon en het slaan met deuren hiervoor.

## Het verhaal
Enkele mooie oude exemplaren zijn verzameld in een "tehuis" waar ze van hun oude dag genieten. Daar worden ze verzorgd door Jake. Raymond J. Gellhorn wil enkele wagens kopen maar wanneer Jake dit weigert besluit Gellhorn om ze te stelen om zo hun breinen te recycleren. Jake wordt op een bus gedwongen maar deze wordt omsingeld door de andere auto's waarna deze met elkaar communiceren om een deur te openen van de bus waarlangs Jake kan ontsnappen. De auto's kunnen de bus dan overtuigen om Gellhorn te vermoorden.
Hierna verliest Jake het vertrouwen in zijn auto's en begint zelfs Sally te mijden terwijl hij denkt wat er zou gebeuren wanneer auto's over de hele wereld zich realiseren wat er in het "tehuis" gebeurd is. 
Zijn beste vriend · Sally · Op een dag · Gezichtspunt · Denken · Ware liefde · Robot AL-76 verdwaald · Overwinning onopzettelijk · Vreemdeling in het paradijs · Lichtvers · De racist · Robbie · Als we bij elkaar komen · Spiegelbeeld · Jubileumincident · Eerste wet · dronken robot · Logica · Vingers · Leugenaar · Succes verzekerd · Lenny · Galeislaaf · Robot vermist · Risico · Grappenmaker! · Bewijs · De machines · Vrouwelijke intuïtie · Weest Hem indachtig · Tweehonderd jaar mens